# Bitva u Clontarfu
Bitva u Clontarfu byla svedena na Velký pátek 23. dubna roku 1014.
Na jedná straně stál král Munsteru a irský velekrál Brian Bóruma a na druhé straně král Leinsteru Máel Mórda mac Murchada a vikinský král Dublinu Sigtrygg Hedvábnovousý.
V roce 1002 se král Munsteru Brian Bóruma prohlásil irským velekrálem. Leinsterský král Máel Mórda však vzdoroval jeho moci. Spojil se s vůdcem vikingů Sigtryggem Hedvábnovousým. Na jaře 1014 shromáždil Brian armádu, aby zaútočil na Dublin. V reakci na to se dublinští vikingové přeplavili do Clontarfu.
Vikingové se rozmístili do bitevní linie za Brianovým táborem, připraveni ke střetu. Byli mnohem lépe vyzbrojeni, nicméně Brianova armáda zvítězila. V boji zemřel též Máel Mórda. Při útěku byla většina nepřátel pobita. Když však prchající vikingové zaútočili na Brianův tábor, byl zabit také samotný irský velekrál. Sigtrygg zůstal v Dublinu a tím si udržel vládu nad vikinskými osadníky.
Touto bitvou sice skončilo nezávislé mocenské postavení vikingů v Irsku, ale již nikomu se nepodařilo zopakovat sjednocení Irska tak jak se to podařilo slavnému mocnému velekráli.